# 카데르 칸
카데르 칸(Kader Khan, 1937년 12월 11일 ~ 2018년 12월 31일)은 인도-캐나다인 배우, 희극 배우, 극작가, 감독이다. 그는 1973년 영화 다아그에서 지방 검사역으로 데뷔한 이래 300편 이상의 영화에 출연하였다. 칸은 뭄바이 대학교에 연계되어 있는 이스마일 유수프 컬러지를 졸업하였다. 1970년대 초에 영화 산업에 뛰어들기 직전에, 칸은 뭄바이의 M. H. 사부 시디크 공학 대학에서 토목공학 교수로 재직한 바가 있다.

## 유년 시절
칸은 아프가니스탄 카불에서 태어났다. 그의 부친은 칸다하르 출신의 압둘 레만 칸, 그의 모친은 당시 인도 제국 피신 (현재 파키스탄 발루치스탄 지역) 출신의 이크발 베굼이다. 칸은 샴즈 울 레만, 파잘 레만, 그리고 하비브 울 레만의 세 형제가 있다. 칸은 파슈툰인 중에서도 카카르 족 혈통을 지니고 있다. 칸은 코란을 전부 암기한 이슬람교도인 하피스로 분류된다.
칸은 지역 시립 학교에 재학하였고 이스마일 유수프 컬러지에서 토목공학 석사 학위를 수여받았다. 1970년에서 1975년 사이에, 칸은 M. H. 사부 시디크 공업 대학에서 토목공학을 가르쳤다.
칸은 극장을 위한 희극을 종종 쓰곤 했으며 이후 자와니 디와니의 대본을 쓰는데 영향을 주었다. 당시 이 일이 그의 영화 커리어의 시작이였다.
칸은 뭄바이에 살고 있다. 뭄바이는 볼리우드 산업의 본거지로 일켤어진다. 칸은 네덜란드와 캐나다에 그의 가족을 두고 있다. 칸은 샤파라즈 칸, 샤나와즈 칸, 그리고 캐나다에 셋째, 모두 세명의 아들을 두고 있다. 그의 아들 샤파라즈 칸은 여러 영화에 출연한 경력이 있다. 샤파라즈 칸은 영화배우이자 모델인 자린 칸 가족의 일부이기도 하다. 카데르 칸은 캐나다 시민권을 취득한 것으로도 알려져 있다.

## 경력
칸은 1970년대부터 21세기 초까지 300편 이상의 힌디어와 우르두어 영화에 출연하였으며 250편 이상의 인도 영화의 극본을 쓴 경력이 있다. 만모한 데사이는 칸이 로티 (1974)의 극본을 쓴 대가로 엄청난 돈을 지불하였다. 칸은 지텐드라, 페로즈 칸, 아미타브 바찬, 고빈다 등의 배우들과 주로 호흡을 맞추며 데이비드 다완 감독의 작품에 주로 출연하는 것으로 알려져 있다. 칸은 샤크티 카푸르와 조니 레버와 같은 코미디언과도 작업을 한 것으로 알려져 있다. 칸은 영화 내에서 주로 조연 역할을 맡았는데, 아버지, 삼촌, 형제, 악당, 게스트 등의 역할을 그중에서도 자주 맡았다고 한다.

### 극작가
카데르 칸의 극작가로서 만모한 데사이와 프라카시 메흐라와 함께 작업한 바가 있다. 또한, 카데르 칸은 메흐라와 데사이의 라이벌 캠프에서도 일해본 경력이 있는 유일한 극작가였다.